# Nikoloz Basilašvili
Nikoloz Basilašvili (gruz.: ნიკოლოზ ბასილაშვილი, transliterirano: Nik'oloz Basilashvili; Tbilisi, 23. veljače 1992. - ) je gruzijski profesionalni tenisač. Najbolji pojedinačni plasman na ATP ljestvici mu je 16. mjesto u pojedinačnoj konkurenciji (stanje 26. travnja 2021. godine)
U karijeri je osvojio 5 turnira u pojedinačnoj konkurenciji, uz još dva nastupa u finalima. Prvi naslov je osvojio na Otvorenom prvenstvu Njemačke u Hamburgu 2018. godine, kao kvalifikant, porazivši Leonarda Mayera u finalu, te postavši tako prvi gruzijski igrač, još od Aleksa Metrevelija koji je osvojio ATP turnir. Sljedeće godine na istom turniru je obranio naslov. Nema značajnijih nastupa na Grand Slam turnirima. Najbolji rezultat mu je 4. kolo na US Openu 2018. godine, a na ostala tri Grand slam turnira stigao je najdalje do 3. kola.

## Odigrana finala ATP serije

### Pojedinačna konkurencija: 7
| Legenda                           |
| --------------------------------- |
| Grand Slam turniri (0–0)          |
| ATP World Tour Finala (0–0)       |
| ATP World Tour Masters 1000 (0–0) |
| ATP World Tour 500 Series (3–0)   |
| ATP World Tour 250 Series (2–2)   |

| Naslovi po podlogama |
| -------------------- |
| Tvrda (2–1)          |
| Šljaka (3–1)         |
| Trava (0–0)          |

| Rezultat | Pob. – Por. | Nadnevak       | Tournir               | Serija     | Podloga         | Suparnik              | Rezultat      |
| -------- | ----------- | -------------- | --------------------- | ---------- | --------------- | --------------------- | ------------- |
| Poraz    | 0:1         | Srpanj 2016.   | Kitzbühel, Austrija   | 250 Series | Šljaka          | Paolo Lorenzi         | 3:6, 4:6      |
| Poraz    | 0:2         | Veljača 2017.  | Memphis Open, SAD     | 250 Series | Tvrda (dvorana) | Ryan Harrison         | 1:6, 4:6      |
| Pobjeda  | 1:2         | Srpanj 2018.   | Hamburg, Njemačka     | 500 Series | Šljaka          | Leonardo Mayer        | 6:4, 0:6, 7:5 |
| Pobjeda  | 2:2         | Listopad 2018. | China Open, Kina      | 500 Series | Tvrda           | Juan Martín del Potro | 6:4, 6:4      |
| Pobjeda  | 3:2         | Srpanj 2019.   | Hamburg, Njemačka (2) | 500 Series | Tvrda           | Andrej Rubljev        | 7:5, 4:6, 6:3 |
| Pobjeda  | 4:2         | Ožujak 2021.   | Qatar Open, Katar     | 250 Series | Tvrda           | Roberto Bautista Agut | 7:6(7:5), 6:2 |
| Pobjeda  | 5:2         | Svibanj 2021.  | München, Njemačka     | 250 Series | Šljaka          | Jan-Lennard Struff    | 6:4, 7:6(7:5) |

## Vanjske poveznice
- Profil na službenoj ATP stranici